# Deutschland-Rundfahrt 1979
| Endstand nach der 5. Etappe |                           |                          |
| Sieger                      | Dietrich Thurau           | 27:36:46 h (39,112 km/h) |
| Zweiter                     | Aad van den Hoek          | + 1:18 min               |
| Dritter                     | Francesco Moser           | + 2:32 min               |
| Vierter                     | Gerrie Knetemann          | + 4:14 min               |
| Fünfter                     | Danny Clark               | + 4:15 min               |
| Sechster                    | Ludo Peeters              | + 4:31 min               |
| Siebter                     | Godi Schmutz              | + 4:50 min               |
| Achter                      | Ferdi Van Den Haute       | + 5:48 min               |
| Neunter                     | Fedor den Hertog          | + 6:03 min               |
| Zehnter                     | Eric Van De Wiele         | + 6:03 min               |
| Punktewertung               | Horst Schütz              | 15 P.                    |
| Zweiter                     | Francesco Moser           | 12 P.                    |
| Dritter                     | Hans Hindelang            | 12 P.                    |
| Bergwertung                 | Francesco Moser           | 97 P.                    |
| Zweiter                     | Dietrich Thurau           | 88 P.                    |
| Dritter                     | Andrés Oliva              | 42 P.                    |
| Teamwertung                 | Ijsboerke-Warncke Eis     | 82:37:59 h               |
| Zweiter                     | TI-Raleigh-McGregor       | + 9:20 min               |
| Dritter                     | Marc-Zeepcentrale-Superia | + 12:30 min              |

Die Deutschland-Rundfahrt 1979 (offiziell: Internationale Vitamalz-Rundfahrt) war ein Etappenrennen im Straßenradsport. Sie wurde vom 6. bis 11. August 1979 ausgetragen. Sie führte von München über 1.080 Kilometer nach Dortmund. Bei einem Prolog, der ein Einzelzeitfahren war, gab es fünf weitere Etappen. Der fünfte Tagesabschnitt bestand aus zwei Halbetappen.
Es gingen 91 Fahrer in zwölf internationalen Radsportteams und ein gemischtes Team an den Start. Einziges deutsches Team war die Mannschaft Kondor. Das Ziel erreichten 77 Starter, wobei der Sieger, der ein Gelbes Trikot trug, die Distanz mit einem Stundenmittel von 39,112 km/h zurücklegte.
Nach den Erfolgen von Dietrich Thurau bei der Tour de France 1977 fand erstmals seit 1962 wieder eine Rundfahrt in der Bundesrepublik Deutschland statt. Das Rennen wurde zwei Wochen vor der Straßenweltmeisterschaften 1979 ausgetragen. Titelsponsor war der Getränkehersteller Vitamalz. Das Rennen war auch ein großer Publikumserfolg. Nach Angaben der Veranstalter standen fast drei Millionen Menschen an den Strecken der Etappen.
Thurau erhielt nach dem Prolog das Gelbe Trikot des Führenden im Gesamtklassement und gab es bis zum Ziel in Dortmund nicht mehr ab. Den Bergpreis sicherte sich der Italiener Francesco Moser, während Horst Schütz die Punktewertung gewann.

## Etappen
| Etappen       | Tag        | Start – Ziel            | km      | Etappensieger      | Gesamterster    |
| ------------- | ---------- | ----------------------- | ------- | ------------------ | --------------- |
| Prolog        | 6. August  | München                 | 6 (EZF) | Dietrich Thurau    | Dietrich Thurau |
| 1. Etappe     | 7. August  | München – Stuttgart     | 253     | Aad van den Hoek   | Dietrich Thurau |
| 2. Etappe     | 8. August  | Stuttgart – Heilbronn   | 175     | René Savary        | Dietrich Thurau |
| 3. Etappe     | 9. August  | Heilbronn – Bad Homburg | 175     | Klaus-Peter Thaler | Dietrich Thurau |
| 4. Etappe     | 10. August | Bad Homburg – Hürth     | 254     | Jan Raas           | Dietrich Thurau |
| 5. Etappe (a) | 11. August | Hürth – Essen           | 104     | Noël Dejonckheere  | Dietrich Thurau |
| 5. Etappe (b) | 11. August | Essen – Dortmund        | 107     | Patrick Sercu      | Dietrich Thurau |